# ناموري
الناموري (بالإنجليزية: Namurian)‏ هي مرحلة في الطبقات الإقليمية لشمال غرب أوروبا حيث تتراوح عمرها بين 326.5 و 316.5 مليون (قبل مليون سنة). إنه قسم فرعي من النظام أو الفترة الكربونية وسلسلة سيليزيا الإقليمية. تم تسمية الناموري نسبة للمدينة البلجيكية ومقاطعة نامور حيث توجد طبقات من هذا العصر (جزء من تدابير الفحم البلجيكية ). في المجموعة حصى الرحى في طباقية في شمال إنجلترا وأجزاء من ويلز هو أيضاً من العمر الناموري.
استمر عمر ناموري من 326 إلى 313 مليون سنة. يسبقه مرحلة الفيسان (الذي يتوافق مع الحجر الجيري العلوي الكربوني لبريطانيا العظمى) ويخلفه المرحلة الستفالي (الذي يتوافق مع تدابير الفحم السفلى والمتوسطة في بريطانيا العظمى). في مقياس الزمني الجيولوجي الرسمي لـ ICS، يمتد الناميوريون إلى الحدود بين عصر المسيسيبيي (359-318 مليون سنة) وعصر اليلبنسلفاني (318-299 مليون سنة).
الجزء العلوي من (المعرفة إقليمياً) مرحلة الناموري يتوافق مع (المستخدمة دولياً) الباشكيري المرحلة بينما يتم تعيين الجزء السفلي للمرحلة السابقة السربوخوفي. تظهر إشارات متكررة في الأدبيات العلمية لعصر الناموري أو سلسلة الناموري مما يعكس الوضع السابق للمرحلة. لم يتم اعتماد الناموري من قبل اللجنة الدولية للطبقات باعتبارها مرحلة عالمية، ومع ذلك، فإنه لا يزال مستعملاً على المستوى الإقليمي في أوروبا الوسطى والغربية.